# Ле-Рисе
Ле-Рисе́ (фр. Les Riceys) — коммуна во Франции, находится в регионе Шампань — Арденны. Департамент — Об. Административный центр кантона Рисе. Округ коммуны — Труа.
Код INSEE коммуны — 10317.
Коммуна расположена приблизительно в 180 км к юго-востоку от Парижа, в 110 км южнее Шалон-ан-Шампани, в 45 км к юго-востоку от Труа.

## Население
Население коммуны на 2008 год составляло 1354 человека.
| 1962 | 1968 | 1975 | 1982 | 1990 | 1999 | 2008 |
| ---- | ---- | ---- | ---- | ---- | ---- | ---- |
| 1565 | 1567 | 1525 | 1505 | 1421 | 1376 | 1354 |

## Экономика
В 2007 году среди 830 человек в трудоспособном возрасте (15—64 лет) 638 были экономически активными, 192 — неактивными (показатель активности — 76,9 %, в 1999 году было 71,8 %). Из 638 активных работали 598 человек (323 мужчины и 275 женщин), безработных было 40 (24 мужчины и 16 женщин). Среди 192 неактивных 70 человек были учениками или студентами, 70 — пенсионерами, 52 были неактивными по другим причинам.

## Достопримечательности
- Часовня Сен-Себастьен[фр.] (XVI век). Памятник истории с 1980 года[3]
- Церковь Св. Петра в оковах[фр.] (XV век). Памятник истории с 1840 года[4]
- Церковь Святого Иоанна Крестителя[фр.] (XVI век). Памятник истории с 1919 года[5]
- Церковь Сен-Венсан[фр.] (XVI век). Памятник истории с 1913 года[6]
- Крытый рынок (XIX век). Памятник истории с 1980 года[7]
- Каменный мост (1752 год). Памятник истории с 1996 года[8]
- Замок Кло-Сен-Рош[фр.] (XVIII век). Памятник истории с 1988 года[9]
- Замок Рисе-Ба[фр.] (XII век). Памятник истории с 1967 года[10]
- Дом XVII века. Памятник истории с 1943 года[11]

## Фотогалерея
- Ле-Рисе
- Замок Рисе-Ба
- Церковь Святого Иоанна Крестителя
- Церковь Св. Петра в оковах